# Águas Belas (Sabugal)
Águas Belas is een plaats (freguesia) in de Portugese gemeente Sabugal en telt 220 inwoners (2001).